# آفي ماريا

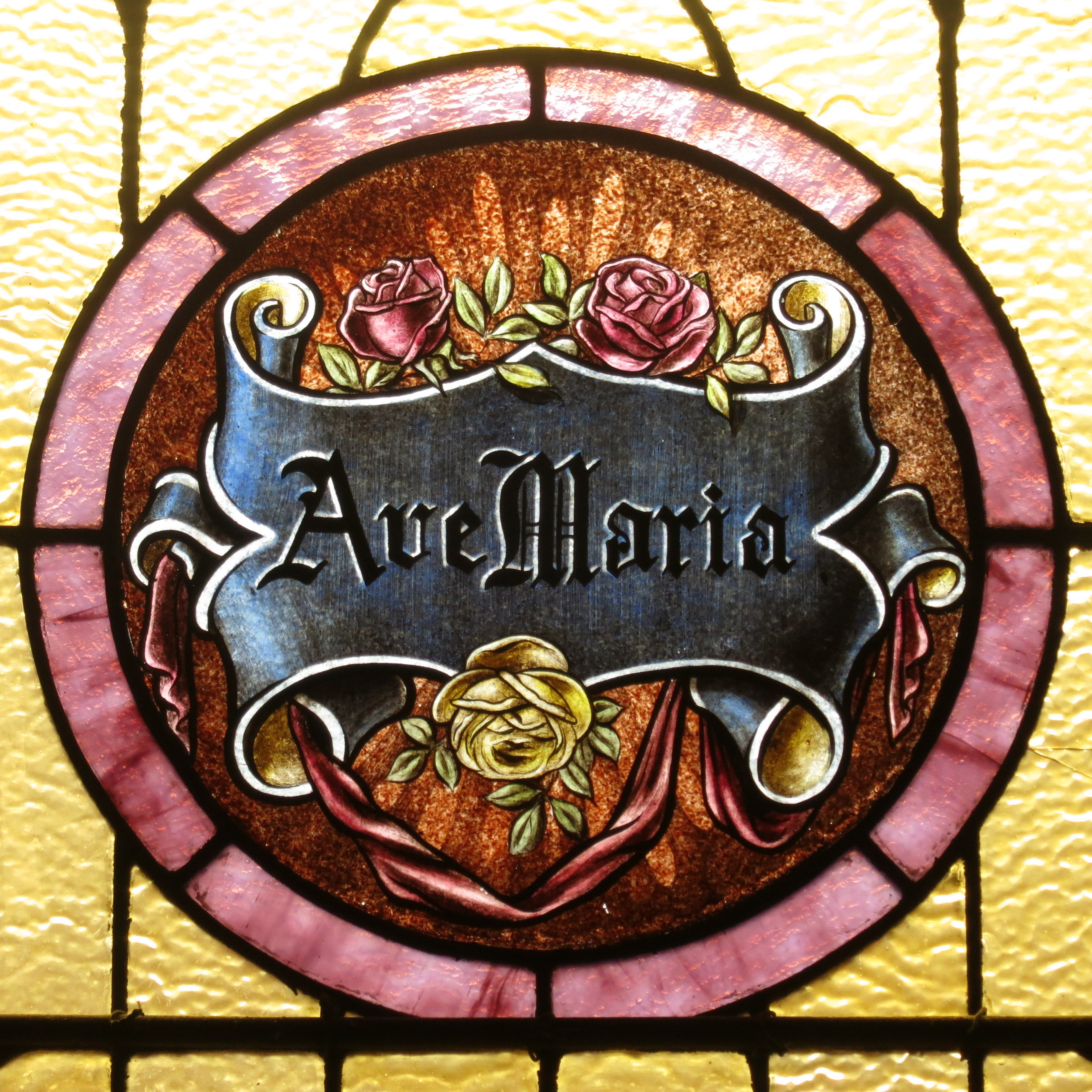

آفي ماريا (بالإنجليزية: Ave Maria)‏ تعتبر من أشهر وأقدم الصلوات باللغة اللاتينية، وتعني السلام عليك يا مريم.

## التاريخ
في القرن التاسع عشر قام الملحن الفرنسي تشارلز فرانسوا جاونود الذي يعرف بسنفونياته الرومانسية بتلحينها، ونشرت رسميا سنة 1853م باسم Méditation sur le Premier Prélude de Piano de S. Bach أي ما يعني التأمل في الأول تمهيدا للبيانو لحياة العزاب، ولكن الآن أصبحت هذه المعزوفة تعرف باسم آفي ماريا (بالإنجليزية: Ave Maria)‏ ويتم عزفها في جميع أنحاء العالم كما أيضا يتم استخدامها في الأعراس والجنازات المسيحية بكثرة خصوصا في الكنائس الكاثوليكية والأرثوذكسية الشرقية.